# Navy SEAL
I Navy SEAL sono le forze speciali della marina militare degli Stati Uniti d'America. Vengono impiegati soprattutto in conflitti e guerre non convenzionali, difesa interna, azione diretta e azioni anti-terrorismo nonché in missioni speciali di ricognizione in ambienti operativi prevalentemente marittimi e costieri.
Il nome di questo corpo è un acronimo che racchiude in sé gli ambienti in cui i membri sono stati addestrati ad operare (SEa, mare - Air, aria - Land, terra. Seal in lingua inglese vuol dire foca) e dipendono dal United States Naval Special Warfare Command.
All'interno dei SEALs è presente una componente specializzata in antiterrorismo, comunemente nota come SEAL Team 6 ma ufficialmente chiamata United States Naval Special Warfare Development Group (DEVGRU).

## Storia

### La seconda guerra mondiale e i primi nuclei
Le prime unità di forze speciali navali degli Stati Uniti, dopo le prime unità esploranti utilizzate nella seconda guerra mondiale e dette Scouts and Raiders, furono gli UDTs (Underwater Demolition Teams - squadre demolizione subacquea), costituiti per l'esecuzione di azioni di demolizione subacquea, ricognizione litoranea (beach recon) e sminamento marittimo. I primi gruppi di UDTs iniziarono il loro addestramento nel giugno del 1943 mentre i loro primi impieghi operativi furono durante lo sbarco in Normandia del giugno 1944 e in diversi scenari operativi del Pacifico meridionale. Durante la guerra di Corea, gli UDTs continuarono ad operare con compiti di ricognizione idrografica e di supporto alle operazioni anfibie.

### La presidenza Kennedy, la creazione e l'impiego in Vietnam
Nel 1961, durante la presidenza di John Fitzgerald Kennedy la marina militare propose l'istituzione di reparti di forze speciali al suo interno con competenze ad ampio raggio sulle operazioni di incursione costiera, supporto agli sbarchi anfibi e attività di controguerriglia in ambienti marittimo-fluviali. Già nello schema iniziale del marzo 1961 si sottolineava la necessità di avere a disposizione piccole unità operative in grado di infiltrarsi ed esfiltrare nei diversi teatri operativi.
I primi membri delle unità SEALs furono volontari provenienti dagli UDTs esistenti (molti veterani della Corea) e che già possedevano, quindi, tutte le competenze fisiche e tecniche di base necessarie per le nuove unità; tali volontari ricevettero un ulteriore addestramento intensivo sulle tecniche operative di commando ed andarono a costituire i primi due SEAL Teams: il SEAL Team One a Coronado e il SEAL Team Two a Little Creek.
Nel primo periodo la formazione dei SEALs prevedeva come prima fase l'ottenimento del brevetto di UDT (già allora uno dei corsi più duri ed intensivi della Marina, poi diventato il modello del BUD/S), seguito da un corso di perfezionamento operativo di tre mesi (SEAL Basic Indoctrination); dopo tale periodo il nuovo SEAL veniva subito ritenuto operativo ed integrato nel suo nuovo plotone di appartenenza in uno dei due SEAL Teams esistenti. Il percorso formativo è stato, da allora, incrementato notevolmente sia per durata che per articolazione dei contenuti.
Nel 1962 furono inviati in Vietnam i primi operatori delle neo-create unità SEALs con lo scopo di addestrare i commando navali Sud-Vietnamiti. A partire dal 1963, con ritmo crescente negli anni successivi per l'intensificarsi dell'impegno statunitense nella guerra del Vietnam, i SEALs iniziarono ad essere coinvolti sempre più anche in operazioni sul territorio vietnamita, prevalentemente in funzioni di ricognizione avanzata, azioni dirette e attività controinsurrezionale. Le aree in cui operarono maggiormente furono la Rung Sat Special Zone e la Da Nang Special Zone, in cui le loro competenze marittime risultarono di particolare utilità data la complessa conformazione geografica ed operativa della rete di fiumi e paludi del delta del Mekong.
I SEALs parteciparono anche alle attività e alle operazioni speciali di ricognizione a lungo raggio e interdizione logistica nell'entroterra assieme alle altre componenti del MACVSOG (Studies and Observation Group, il reparto misto di forze speciali statunitensi incaricato della conduzione di infiltrazioni e operazioni clandestine in Laos, Cambogia e Vietnam del Nord durante la guerra).

### Le operazioni negli anni '70 e '80
A partire dagli anni '70, dopo la fine della guerra del Vietnam, i SEALs (che nel primo periodo post-conflitto, come molte altre unità delle forze speciali, si videro ridotti drasticamente i fondi di funzionamento) riconfigurarono diversi dei loro aspetti organizzativi, logistici e addestrativi.

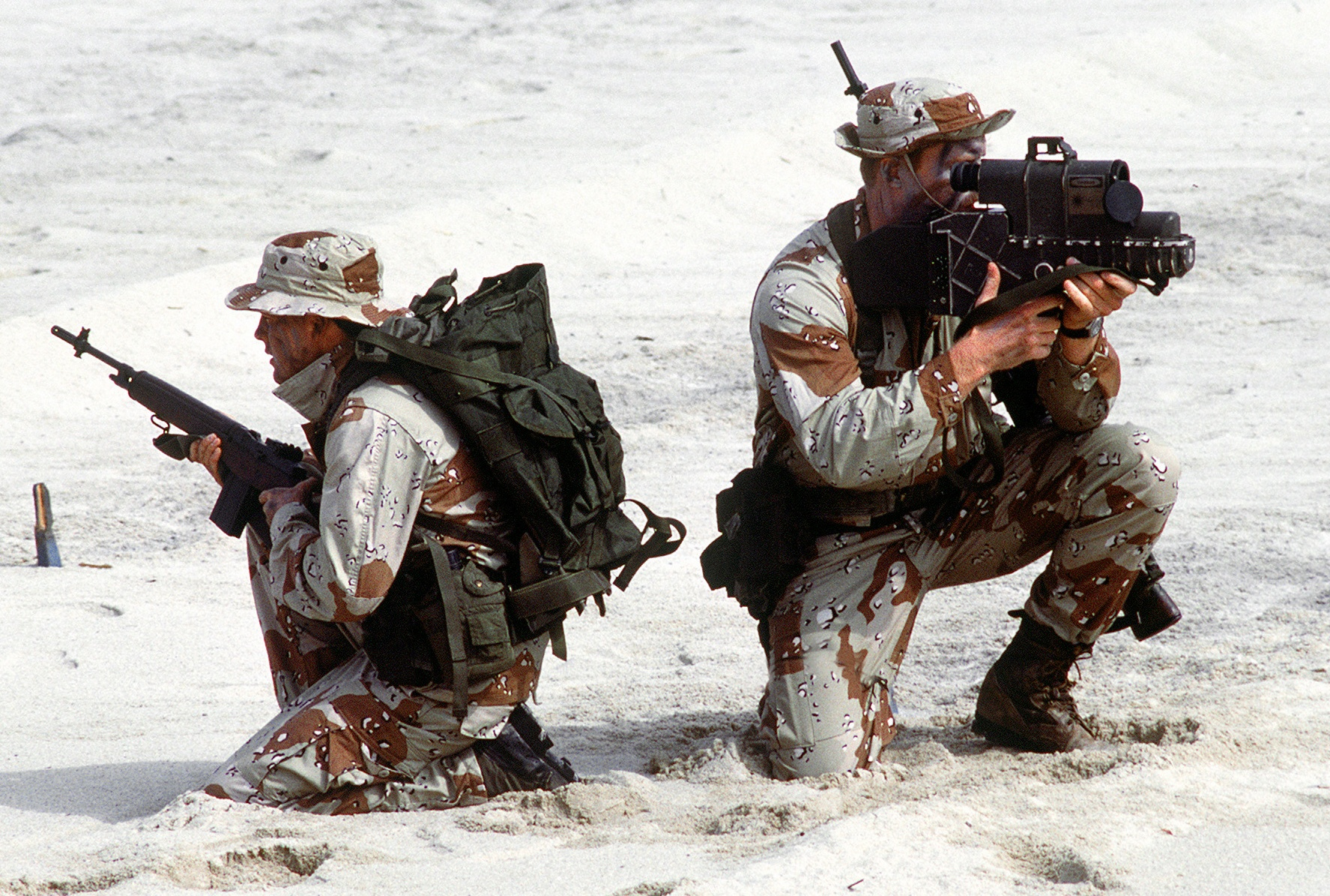
14 maggio 1988: due SEAL equipaggiati con un fucile da battaglia M14 (a sinistra) e un telemetro laser (a destra)

Nel 1980 i SEALs vennero ricompresi, per alcune competenze funzionali, sotto l'autorità del neo-istituito Joint Special Operations Command (creato su ispirazione di Charles Alvin Beckwith, il fondatore della Delta Force). Nello stesso anno, ma con operatività solo dal successivo, venne anche costituito il SEAL Team Six, un team ad elevate specializzazione e segretezza focalizzato sulle operazioni di antiterrorismo navale. I componenti del Team Six venivano scelti in maniera individuale tra i migliori operatori di tutti gli altri team operativi e sottoposti ad ulteriori sei mesi di addestramento operativo in tecniche di antiterrorismo con frequenti interscambi esercitativi con la Delta Force.
Il discusso fondatore del Team Six, Richard Marcinko, fu poi estromesso nel 1983, tra molte polemiche, dal comando dell'unità e in seguito arrestato per una serie di frodi finanziarie ai danni della Marina. Marcinko fu sostituito da Robert Gormly, che diresse le operazioni del Team in molte delle principali operazioni antiterrorismo degli anni '80. Nel 1987 il SEAL Team Six venne rinominato, probabilmente anche per motivi di immagine dopo le polemiche dell'era Marcinko, in NAVDEVGRU (Naval Special Warfare Development Group).
Nel corso degli anni '80 i SEAL Teams operativi passarono da due a sei (e poi a dieci), sempre suddivisi tra Teams East Coast (a Little Creek) e Teams West Coast (a Coronado), e nel 1987 confluirono, assieme alle altre unità navali con compiti speciali, sotto il comando unificato dello United States Naval Special Warfare Command di Coronado.

### Gli anni 2000 e l'uccisione di Bin Laden

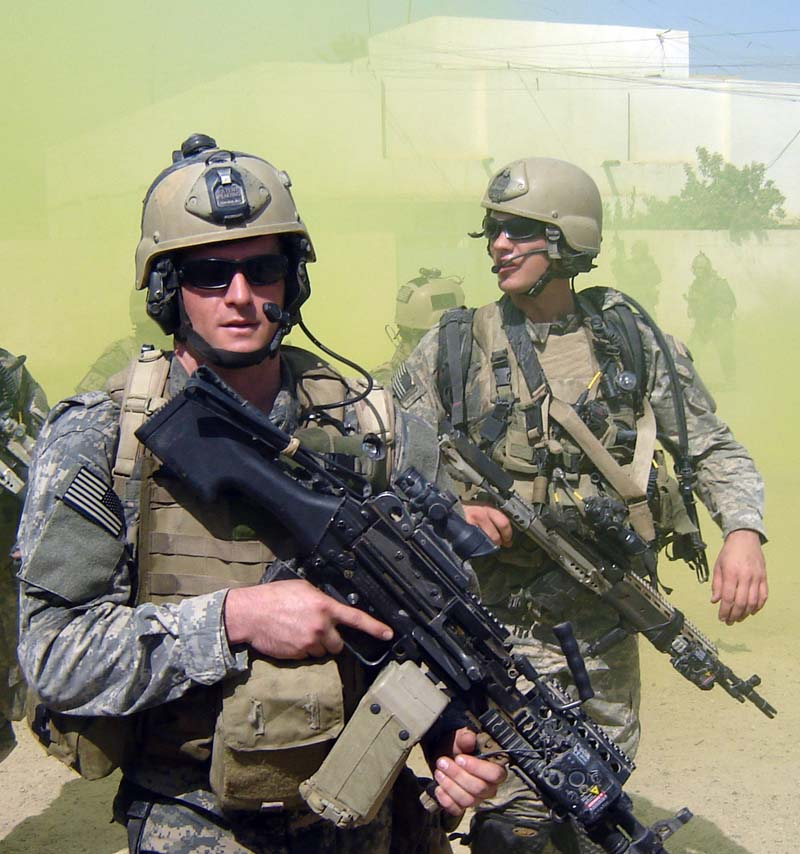
Due SEALs, tra cui la medaglia d'onore Michael A. Monsoor

Alle 00:05 del 2 maggio 2011 un commando del DEVGRU dei SEALs uccide il leader di Al-Qāʿida, Osama bin Laden, in Pakistan, presso Abbottabad, circa a cinquanta chilometri a nord della capitale Islamabad.
In segno di ringraziamento per l'azione, il 6 maggio il Presidente degli Stati Uniti Barack Obama conferisce personalmente a tutti i membri dell'unità la Presidential Unit Citation, una delle più alte decorazioni con cui si onorano le truppe Usa "per atti di straordinario eroismo contro il nemico".

## Addestramento
L'addestramento delle reclute, conosciuto come BUD/S - SQT (Basic Underwater Demolition/SEALs - SEAL Qualification Training), ha una durata di quarantatré settimane ed è suddiviso come segue:
- venticinque settimane - Addestramento base Basic Underwater Demolition/SEALs (BUD/S) presso il Naval Special Warfare Center a Coronado (San Diego, California);
- tre settimane - Addestramento di paracadutismo static-line presso lo U.S. Army a Fort Benning, Georgia;
- quindici settimane - SEAL Qualification Training (SQT) a Coronado.

Alla fine di questo periodo le reclute sono ufficialmente nominate SEAL e ricevono un distintivo speciale, lo Special Warfare Badge, conosciuto anche come "Tridente dei SEAL" (e soprannominato Budweiser dai membri dei Team). Prima di poter essere assegnati ai Team operativi, però, ciascun SEAL deve superare l'ultima fase di addestramento di base comune: tre settimane di addestramento per i climi rigidi (Winter Warfare / Cold Weather and Cold Water Survival Course) a Kodiak, Alaska. Al termine di quest'ultimo periodo i nuovi SEALs ricevono le assegnazioni al loro nuovo TEAM, ad un SDV Team (SEAL Delivery Vehicles, i minisommergibili per il trasporto tattico subacqueo) o per ulteriori corsi specialistici di formazione avanzata (tiratori scelti, comunicazioni, assistenza medica in combattimento eccetera).
Gli ufficiali devono superare anche lo Junior Officer Course, di cinque settimane, a Coronado. Tutti i SEALs, prima di essere inviati in uno scenario operativo, devono inoltre superare un impegnativo corso SERE (Survival, Evasion, Resistance, Escape) di tre settimane.

### BUD/S
Per poter accedere all'addestramento vero e proprio è necessario superare il PST, che richiede almeno:
- 500 iarde (circa 455 metri) a nuoto a rana o in "sidestroke" in meno di 12 minuti e 30 secondi;
- Almeno 50 piegamenti sulle braccia in 2 minuti;
- Almeno 50 addominali (sit-up) in 2 minuti;
- Almeno 10 trazioni alla sbarra (da posizione distesa);
- 1,5 miglia (circa 2,4 chilometri) di corsa con anfibi e pantaloni lunghi in meno di 10 minuti e 30 secondi.

Tali valori sono i minimi per poter essere considerati idonei all'inizio dell'addestramento; i valori considerati competitivi sono:
- 500 iarde (circa 455 metri) a nuoto a rana o in "sidestroke" in meno di 10 minuti;
- 100 piegamenti in 2 minuti;
- 80-100 addominali (sit-up) in 2 minuti;
- 15-20 trazioni alla sbarra (da posizione distesa);
- 1.5 miglia (circa 2.4 chilometri) di corsa con anfibi e pantaloni lunghi in meno di 10 minuti.

Dopo la prova di nuoto vengono concessi dieci minuti di riposo; dopo i piegamenti sulle braccia e i sit-ups sono concessi due minuti di riposo; dopo le trazioni sono concessi dieci minuti di riposo.
Il BUD/S, conosciuto per essere uno dei più duri e brutali regimi di addestramento militare di tutte le forze armate NATO, ha un tasso di abbandono solitamente superiore all'80%. Il suo obiettivo è selettivo oltre che formativo, soprattutto per quanto riguarda l'Indoc e le prime due fasi.

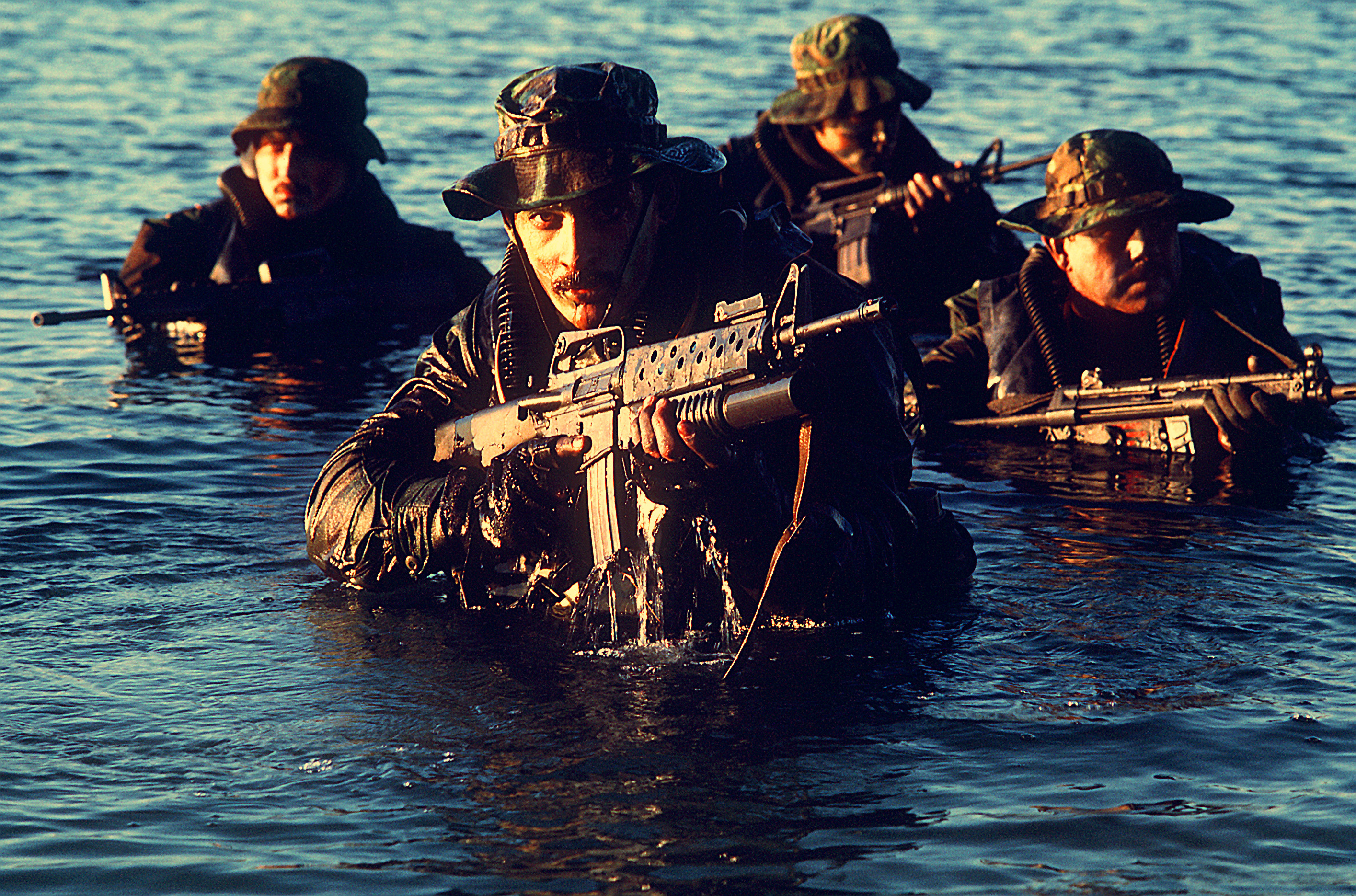
Addestramento anfibio

Questo regime è composto da quattro fasi distinte: Indoc (indottrinamento di base), Prima Fase (Physical Training, comprendente la cosiddetta Hell Week); Seconda Fase (addestramento acquatico); Terza Fase (combattimento terrestre e demolizioni). Il tasso maggiore di abbandoni avviene durante la Hell Week e durante certe prove selettive di acquaticità estrema della Seconda Fase. Durante tutto il BUD/S è notevolmente elevata la percentuale di ritiri per motivi medici: allievi che hanno riportato lesioni traumatiche, infezioni o fratture da stress e che devono essere esclusi dal corso o rinviati ai corsi successivi. In ogni momento un allievo può abbandonare il corso dicendo semplicemente "I Quit" ("rinuncio", "mi arrendo") ad un istruttore e suonando per tre volte una piccola campana vicino al centro addestrativo; chi si ritira volontariamente dal corso viene definito "DOR" (Drop on Request).
- L'Indoc è una breve fase preliminare, della durata di due settimane, finalizzata ad effettuare alcuni screening fisici, tecnici e sanitari di base nonché a fornire agli allievi un assaggio di quello che li aspetta nelle settimane successive in termini di fatica e stress addestrativo. Questo periodo serve anche a predisporre alcune competenze tecniche elementari, che saranno poi ampiamente utilizzate nelle fasi successive degli addestramenti.

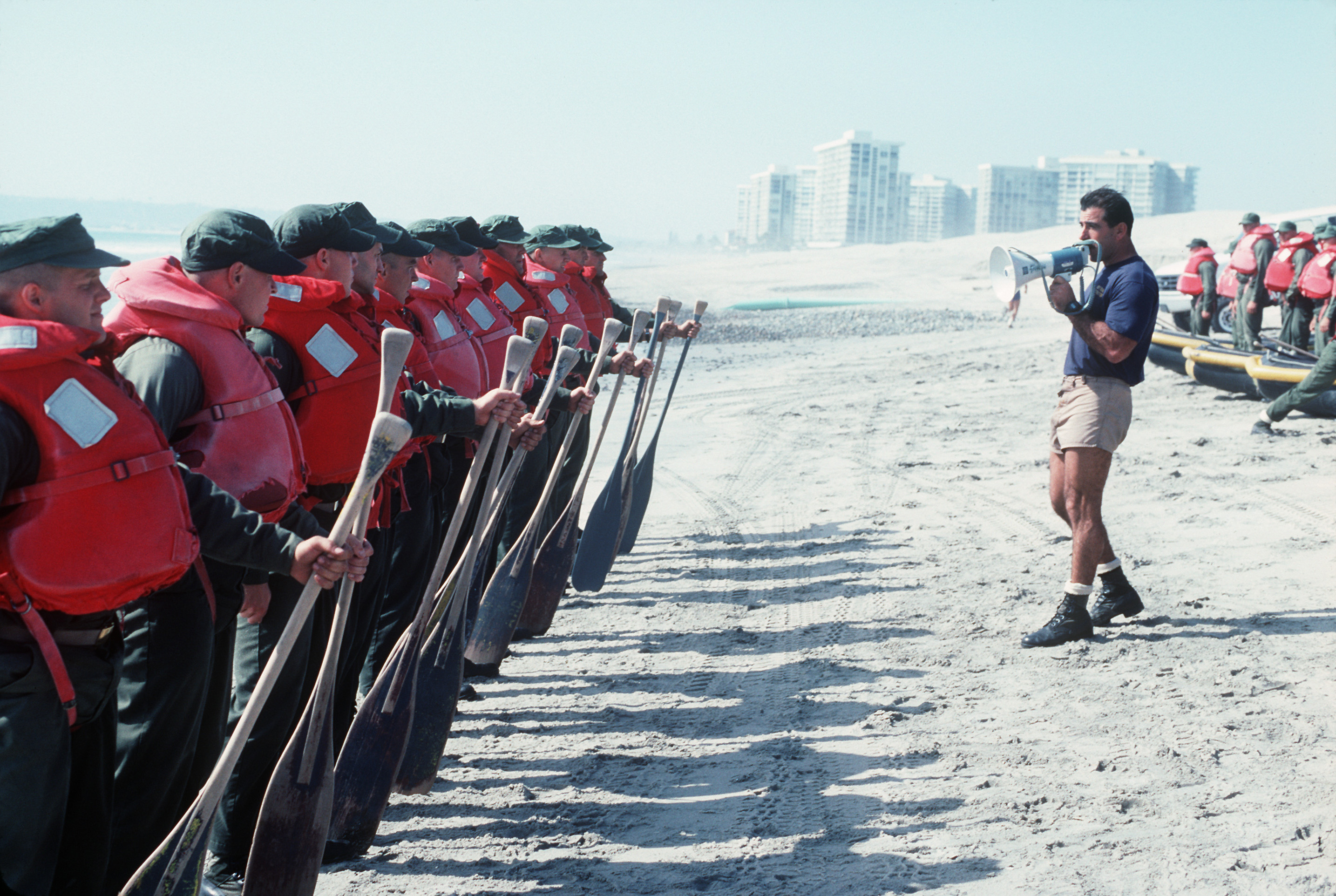
Un istruttore che parla alle reclute.

- La Prima Fase, della durata di otto settimane, ha come scopo principale quello di selezionare in maniera massiccia il pool di aspiranti SEALs attraverso un condizionamento fisico estremamente duro e continuativo. Per le prime quattro settimane gli allievi vengono suddivisi in Boat Crew (equipaggi di barca) e sottoposti a lunghissime sessioni di PT (physical training, consistente in cicli di piegamenti, addominali e trazioni alla sbarra, corse di resistenza sulla sabbia per circa 12-24 chilometri al giorno e corse di resistenza portando in gruppo una barca sopra la testa), Log PT (esercizi fisici effettuati con pali telefonici dal peso di oltre 150 kg usati come carichi aggiuntivi), O-Course (un percorso di guerra di particolare difficoltà tecnica e fatica fisica), swimming evolutions (lunghe prove di nuoto sulla costa oceanica, fino ad otto chilometri), surf torture (prove di resistenza fisica al freddo con lunghe permanenze immobili in acqua fredda) e sessioni di canottaggio oceanico su piccole barche. Questa fase è finalizzata sia a sviluppare la resistenza fisica degli allievi che soprattutto a testarne la forza di volontà. Sempre durante la prima fase vengono verificate le attitudini di acquaticità degli allievi attraverso le sessioni di drown proofing svolte in piscina: gli allievi vengono legati mani e piedi e devono essere in grado di nuotare in quelle condizioni per 400 metri, recuperando poi con i denti delle maschere subacquee buttate a cinque metri di profondità. La quinta settimana della Prima fase è la cosiddetta Hell Week, la settimana che da sola vede normalmente il 50% degli abbandoni del corso: durante tale settimana, che ha un ruolo fondamentale nella cultura interna dei SEALs, gli allievi sono sottoposti a cinque giorni ininterrotti di addestramento fisico intensivo con una media di 2-4 ore di sonno in tutta la settimana. Durante la Hell Week è considerato normale esercitarsi ininterrottamente e senza dormire anche per 72 ore di fila, con lunghe ore in acque fredde, correndo nel complesso per circa 150 chilometri sulla sabbia e ripetendo serie di migliaia di piegamenti, sit-ups e trazioni alla sbarra. Durante le corse e i percorsi di guerra della Hell Week, le squadre portano quasi ininterrottamente con loro, sollevate sopra la testa, delle pesanti barche da addestramento (IBS). I rischi di incidenti, lesioni e ipotermia sono molto elevati e infatti ogni evoluzione addestrativa è seguita da squadre di istruttori e personale medico; ogni sera, inoltre, gli allievi vengono visitati dal personale medico militare per verificare il loro stato di salute e ricevono una profilassi antibiotica continuativa. Al termine della Hell Week gli allievi ricevono due giorni di riposo totale e vengono inviati alla seconda parte della prima fase, dove il ritmo addestrativo, per quanto intenso, viene opportunamente ridotto per permettere di recuperare le forze dopo la settimana precedente. In tale parte si continua con l'addestramento fisico e si introducono i concetti di base della ricognizione idrografica.

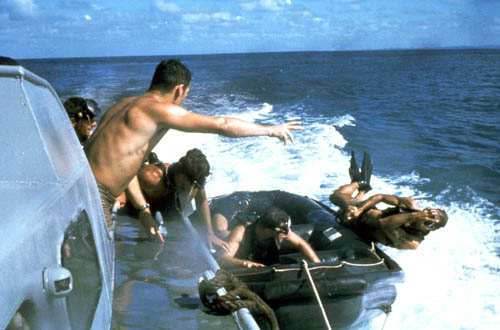
Addestramento acquatico

- La Seconda Fase consiste nell'addestramento acquatico e nella preparazione di base alle immersioni con autorespiratori, a circuito chiuso e aperto. Si svolge in gran parte in piscina e torri di immersione, ma prevede anche numerose sessioni di nuoto oceanico e canottaggio. Vengono condotte prove di riparazione di urgenza degli apparati di autorespirazione, svolte sott'acqua e in condizioni realistiche, e si sperimenta la resistenza degli allievi a condizioni di acquaticità estrema, come decompressioni rapide da due atmosfere e nuoto subacqueo in apnea per 50 metri.
- La Terza Fase, che si svolge in gran parte sulla San Clemente Island, in California, prevede l'approfondimento di tecniche, tattiche e procedure operative di movimento e combattimento terrestre, tecniche di pattugliamento e di predisposizione imboscate nonché un'ampia introduzione teorico-pratica all'uso degli esplosivi e delle demolizioni controllate. È considerata la fase col minore numero di abbandoni.

Al termine della Terza Fase gli allievi ricevono l'attestazione di superamento del BUD/S e vengono avviati alla tappa formativa successiva: prima a Fort Benning per conseguire il brevetto di paracadutismo militare e poi a Coronado per frequentare l'SQT (precedentemente denominato STT - SEAL Teams Training).

### SQT

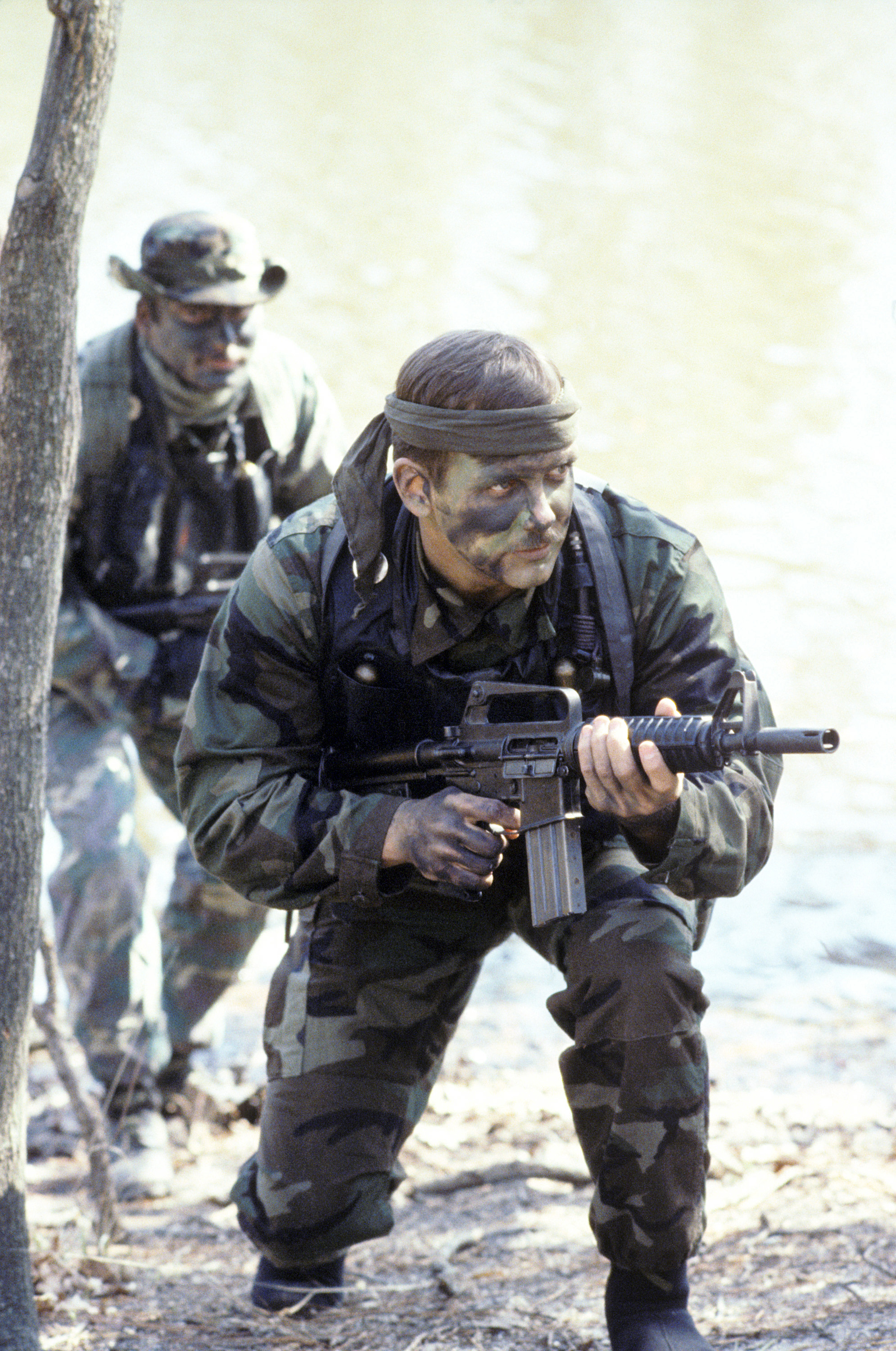
SEALs in addestramento tattico avanzato

Il SEAL Qualification Training è finalizzato a formare gli allievi che hanno appena terminato il BUD/S in ordine all'esecuzione dei principali compiti operativi propri delle forze speciali navali. Il suo scopo è quindi prevalentemente formativo, essendo la fase selettiva sostanzialmente limitata al BUD/S (si stima che il tasso di abbandoni nell'SQT sia limitato solo al 10-15% di coloro che lo iniziano).
L'attenzione quindi si sposta dall'ambito dell'efficienza fisica e delle tecniche di base della fase precedente a quello della competenza tattica e tecnico-operativa avanzata; il regime addestrativo rimane nondimeno intenso ed impegnativo e prevede ancora lunghe sessioni di addestramento fisico e natatorio.
Al termine dell'SQT, per qualificarsi SEALs e ottenere l'ambito Tridente, gli allievi devono pianificare ed eseguire una lunga e complessa esercitazione operativa di squadra, per completare la quale devono dimostrare di essere in grado di usare ed integrare correttamente tutte le diverse competenze acquisite precedentemente nel corso del BUD/S e dell'SQT.

## Struttura operativa del Naval Special Warfare Command
Il Naval Special Warfare Command ha quattro gruppi operativi o "Echelon III Major Commands" sotto il suo controllo operativo e amministrativo. Sono il 1, 2, 3 e 4. Ogni Gruppo è comandato da un Capitano della Marina (O-6). Ogni singolo gruppo è incaricato di supervisionare e supportare l'addestramento, l'equipaggiamento, il dispiegamento e il dispiegamento operativo dei suoi comandi subordinati. I suoi dipartimenti, composti da personale in servizio attivo e civile, comprendono Intelligence, Pianificazione delle operazioni , Comunicazioni, Personale, Ricerca/Sviluppo/Test e Ingegneria.
Nello specifico questi sono i vari gruppi con i team o squadroni appartenenti:
- Naval Special Warfare Group 1 (Coronado, California)
  - SEAL Team 1
    - Area di responsabilità: Pacifico occidentale
    - Ambiente operativo: Giungla,deserto ,urbano

  - SEAL Team 3
    - Area di responsabilità: Medio Oriente
    - Ambiente operativo: Deserto e urbano

  - SEAL Team 5
    - Area di responsabilità: Corea
    - Ambiente operativo: Artico, deserto e urbano

  - SEAL Team 7
    - Area di responsabilità: Pacifico occidentale
    - Ambiente operativo: Giungla, deserto e città
- Naval Special Warfare Group 2 (Little Creek, Virginia)
  - SEAL Team 2
    - Area di responsabilità: Europa settentrionale
    - Ambiente operativo: Deserto e urbano

  - SEAL Team 4
    - Area di responsabilità: Sud e Centro America
    - Ambiente operativo: Deserto e urbano

  - SEAL Team 8
    - Area di responsabilità: Mediterraneo/Europa meridionale
    - Ambiente operativo: Deserto e urbano

  - SEAL Team 10
    - Area di responsabilità: Mediterraneo/Europa meridionale
    - Ambiente operativo: Deserto e urbano
- Naval Special Warfare Group 3 (Coronado, California)
  - SDVT-1
    - Area di responsabilità: Pacifico (ASDS / mondiale)
    - Ambiente operativo: sottomarino

  - SDVT-2
    - Area di responsabilità: Atlantico e Mediterraneo
    - Ambiente operativo: sottomarino
- Naval Special Warfare Group 4 (Little Creek, Virginia)
  - SBT-12
    - Area di responsabilità: Pacifico e Medio Oriente
    - Ambiente operativo: Marittimo e costiero

  - SBT-20
    - Area di responsabilità: Europa, Mediterraneo e Medio Oriente
    - Ambiente operativo: Marittimo e costiero

  - SBT-22
    - Area di responsabilità: In tutto il mondo
    - Ambiente operativo: Fluviale

Naval Special Warfare Group ONE
NSWG-1 ha sede a Coronado, in California. Comanda, addestra, equipaggia e schiera i SEAL Team 1, 3, 5 e 7. Esercita anche il controllo amministrativo sull’unità di guerra speciale navale 1 (NSWU-1) a Guam e dell'Unità di guerra speciale navale 3 (NSWU-3) nel Bahrein. Ha la responsabilità geografica per il Medio Oriente, la Corea e il Pacifico occidentale.
Gruppo di guerra speciale navale DUE
NSWG-2 ha sede a Little Creek, in Virginia. Comanda le squadre SEAL 2, 4, 8 e 10. Ha anche il controllo amministrativo sull’unità di guerra speciale navale 2 (NSWU-2) a Stoccarda, in Germania, e dell'Unità di guerra speciale navale 10 (NSWU-10) a Rota, in Spagna. La sua responsabilità geografica è tutta l'Europa, l'America centrale e meridionale e il Mediterraneo.
Gruppo di guerra speciale navale TRE
NSWG-3 ha sede a Coronado, in California. Comanda il SEAL Delivery Vehicle Team 1 (SDVT-1) a Pearl Harbor, Hawaii, e il SEAL Delivery Vehicle Team 2 (SDVT-2) a Little Creek, VA. Questo Comando Maggiore ha la responsabilità della mobilità sottomarina del NSW in tutto il mondo.
Gruppo di guerra speciale navale QUATTRO
NSWG-4 ha sede a Little Creek, in Virginia. Comanda lo Special Boat Team 12 (SBU-12) di Coronado, CA, lo Special Boat Team 20 (SBU-20) di Little Creek, in Virginia, e lo Special Boat Team 22 (SBU-22) di Stennis, MS.
Task Group di guerra speciale navale
Durante un dispiegamento operativo, il Comandante di un qualsiasi gruppo NSW può schierarsi all'estero con elementi dei suoi dipartimenti operativi, di intelligence, comunicazioni , e stabilire e guidare un gruppo operativo NSW. In alternativa, può essere incaricato di dirigere una Joint Special Operations Task Force (JSOTF) di SOF della Marina, dell'Esercito e dell'Aeronautica.

## Team e struttura operativa
Le unità SEALs dipendono dal Naval Special Warfare Command di Coronado. Sono suddivisi in quattro Naval Special Warfare Group: il primo gruppo  East Coast, con sede a Little Creek, Virginia, il secondo gruppo  West Coast, con sede a Coronado , il terzo gruppo “ SDTV “ con sede Coronado California, e il quarto gruppo “Special boat / SWCC” con sede a Little Creek, Virginia
Ogni gruppo, oltre ad una pedina di comando e supporto, ha alle proprie dipendenze quattro SEALs Teams (i team 1, 3, 5, 7 sono assegnati al Gruppo West Coast mentre i team 2, 4, 8, 10 sono assegnati al Gruppo East Coast).
Ogni team è a sua volta suddiviso in otto o dieci plotoni, ciascuno dei quali è composto da sedici uomini (due ufficiali e quattordici soldati, anche se occasionalmente viene aggregato un terzo ufficiale), e che rappresentano l'unità operativa fondamentale dei SEALs. Ogni plotone può essere rapidamente suddiviso in due squadre da otto operatori, in quattro nuclei da quattro o in otto "swim pairs" da due, in caso di necessità e per maggiore flessibilità operativa.
Ogni ciclo di vita operativo dei team è di due anni ed è suddiviso in quattro fasi di sei mesi ciascuna. Le prime tre fasi (diciotto mesi) sono di ulteriore preparazione e integrazione, mentre la quarta è di dispiegamento attivo nel teatro operativo.
Le fasi di preparazione sono:
- PRODEV (6 mesi): Approfondimento della formazione tecnico-professionale individuale dei singoli operatori. Il focus è sul "singolo SEAL";
- ULT (6 mesi): Addestramento tattico ed operativo di Plotone. Riguarda il Plotone nel suo insieme e il "lavoro di squadra", con l'integrazione professionale delle varie competenze;
- Squadron Integration (6 mesi): Addestramento pre-dispiegamento di Squadrone. Le attività sono focalizzate sulla pianificazione dell'intervento in teatro operativo e l'integrazione funzionale dei vari elementi (SEAL e non SEAL) che compongono il NSW Squadron.

I team, durante la fase di dispiegamento operativo e nel periodo immediatamente precedente, si riconfigurano funzionalmente e strutturalmente come NSW (Naval Special Warfare) Squadron, comprendenti, oltre ai plotoni operativi SEAL in servizio attivo, anche assetti e pedine operative di complemento (Special Boats, EODs, assetti aggiuntivi di intelligence, comunicazione, amministrazione, etc.), addestrati insieme per poter interagire efficacemente.
Nel complesso, in ogni momento sono attivamente dispiegati in teatro operativo tra i 250 ed i 500 SEALs, più altri piccoli contingenti o squadre minori di supporto e collegamento.
Il NSWG-3 ha sede a Coronado, in California. Da esso dipendono il SEAL Delivery Vehicle Team 1 (SDVT-1) con sede a Pearl Harbor, Hawaii, la cui area di responsabilità è il Pacifico inoltre gestisce e mantiene l'unico Advanced SEAL Delivery System (ASDS) e il SEAL Delivery Vehicle Team 2 (SDVT-2) con sede a Little Creek, VA la cui area di responsabilità è l’oceano atlantico è il mar mediterraneo. Il NSWG-3 ha la responsabilità della mobilità sottomarina nel NSW in tutto il mondo.
| TEAM    | Base                                                   | Plotoni | Area operativa                     | Note |   |
| ------- | ------------------------------------------------------ | ------- | ---------------------------------- | --- | - |
| UNO     | Naval Amphibious Base Coronado, CA                     | 8       | Asia del Sud-Est                   | Specializzato per operazioni in ambiente ‘giungla , desertico , urbano '.                                                                                                |   |
| DUE     | Naval Amphibious Base Little Creek, Virginia Beach, VA | 8       | Europa                             | Il SEAL Team con specifiche competenze per operazioni in ambiente “desertico e urbano “ .                                                                                |   |
| TRE     | Naval Amphibious Base Coronado, CA                     | 8       | Medio oriente                      | Specializzata per operazioni in ambiente “desertico e urbano “ . |   |
| QUATTRO | Naval Amphibious Base Little Creek, Virginia Beach, VA | 10      | America centrale e del Sud         | Specializzato per operazioni in ambiente “giungla , desertico , urbano “ i propri operatori hanno competenze linguistiche e culturali adatte al teatro latino-americano. |   |
| CINQUE  | Naval Amphibious Base Coronado, CA                     | 8       | Corea del Sud                      | Specializzato per operazioni in ambiente “artico , desertico , e urbano “                                                                                                |   |
| SEI     | Dam Neck, Virginia Beach, VA                           | 3       |                                    | Sciolta nel 1987 e trasformata nel NAVDEVGRU -United States Naval Special Warfare Development Group, specializzata in operazioni antiterrorismo.                         |   |
| SETTE   | Naval Amphibious Base Coronado, CA                     | 8       | Pacifico occidentale               | specializzato per la condotta di operazioni in ambiente “giungla , desertico , e urbano “.                                                                               |   |
| OTTO    | Naval Amphibious Base Little Creek, Virginia Beach, VA | 8       | Europa meridionale e Mediterraneo. | specializzato per la condotta di operazioni in ambiente “desertico,urbano, “                                                                                             |   |
| DIECI   | Naval Amphibious Base Little Creek, Virginia Beach, VA | 8       | Europa meridionale e Mediterraneo. | specializzato per la condotta di operazioni in ambiente “desertico,urbano, “                                                                                             | . |

## Membri famosi
- Bob Kerrey
- Gene Wentz
- Richard Marcinko
- William H. McRaven
- Eric T. Olson
- Chris Kyle
- Michael Monsoor
- Mark Owen
- Robert O'Neill
- Jocko Willink
- Kristin Beck
- David Goggins

## Nella cultura di massa
I SEAL sono protagonisti o sono citati in varie opere:
- romanzi, ad esempio Rainbow Six di Tom Clancy e La verità del ghiaccio di Dan Brown;
- film come Navy Seals - Pagati per morire, Navy Seals: giovani eroi, Soldato Jane, Act of Valor, Zero Dark Thirty e Lone Survivor;
- serie televisive come Magnum, P.I. (il protagonista Thomas Magnum era un SEAL, come pure i suoi amici Rick e T.C.), Hawaii Five-0 (Steve McGarrett ha il grado di comandante), NCIS - Unità anticrimine  e NCIS: Los Angeles (Sam Hannah era un SEAL prima di passare all'NCIS), SEAL Team (La serie segue le vicende del Team Bravo una unità d'élite del DEVGRU dei Navy SEAL);
- alcuni personaggi della linea di giocattoli G.I. Joe: A Real American Hero possiedono la qualifica di SEAL;
- Martin Riggs, personaggio principale della serie TV Lethal Weapon, è un ex membro dei Berretti Verdi poi entrato in polizia; più volte nella serie mostra grande mira e perizia con le armi più disparate, dai fucili d'assalto a quelli di precisione;
- nei film Trappola in alto mare e Trappola sulle montagne rocciose, Steven Seagal interpreta l'ex SEAL Casey Ryback;
- nei fumetti e nei videogiochi, come Navy Seals; Sam Fisher, protagonista della saga Splinter Cell, è un SEAL che ha combattuto in Iraq e Kuwait durante la Prima guerra del golfo, e il suo amico Victor Coste era nella stessa squadra;
- Chris Kyle, soprannominato "La leggenda", è stato uno dei migliori cecchini dei Navy Seals, in servizio fino al 2009; la sua storia è divenuta popolare a seguito del film American Sniper diretto e prodotto da Clint Eastwood e uscito in Italia nel gennaio 2015. A interpretare il militare è stato Bradley Cooper, che per la parte ha dovuto seguire un rigido allenamento per aumentare la propria massa muscolare.
- Richard John Machowicz, soprannominato Mack, è stato un militare e personaggio televisivo statunitense. Era un ex Navy SEAL e presentatore di programmi su Discovery Channel e Military Channel, tra cui Armi del futuro. È stato l'ultimo membro ad unirsi allo show di Spike, Deadliest Warrior.
- Mike Day (Douglas Michael Day), sopravvissuto ad un'operazione in Iraq dove è stato colpito 27 (ventisette) volte riuscendo a portare in salvo 6 fra donne e bambini e a raggiungere il punto di esfiltrazione, ha raccontato la sua storia nel libro "Perfectly wounded" pubblicato nel giugno del 2020.